# Dottor Destiny
Dottor Destiny, detto anche John Dee, è un super criminale che compare nei fumetti pubblicati dalla DC Comics.

## Storia di pubblicazione
Dottor Destiny comparve per la prima volta in Justice League of America vol. 1 n. 5 (giugno 1961), e fu creato da Gardner Fox e Mike Sekowsky.

## Biografia
Dottor Destiny era una volta un meschino scienziato criminale che utilizzò il proprio intelletto per creare dispositivi eccezionali per il crimine. Incontrò per la prima volta la Justice League of America poco dopo aver inventato un dispositivo antigravitazionale e un laser annienta-volontà che gli permise di catturare Lanterna Verde attirandolo nella sua base utilizzando dischi anti-gravità per volare sulla città impersonando proprio Lanterna Verde, e infiltrandosi nella JLA. Prima che Dottor Destiny potesse portare a termine i suoi fini criminali, però, i Leaguers scoprirono il suo imbroglio quando Freccia Verde sentì, da un informatore, che uno dei suoi compagni era stato catturato e ora c’era un impostore al suo posto. La League fu catturata dal suo laser annienta-volontà, che conteneva anche tracce di kryptonite. Destiny rivelò che il suo piano era quello di inviare una nave nello spazio per sbarazzarsi della League. Tuttavia, mentre la League veniva trascinata in avanti, la stazione soffrì di un momentaneo stacco di corrente, diminuendo così l'efficacia del laser. Lanterna Verde fu così in grado di liberarsi durante il trascinamento, e prontamente imprigionò Destiny e i suoi due scagnozzi.

### Morpheus
Quindi creò il “Materioptikon”, un dispositivo che gli permetteva di creare la realtà dalla materia dei sogni. In una retcon successiva, nella serie Sandman scritta da Neil Gaiman, sua madre, Ethel (l'ex amante di Roderick Burgess), gli diede la Pietra dei Sogni di Morpheus, che alimentava il dispositivo. Destiny manipolò la Pietra del Sogno, forzandone i difetti e aggiungendo dei circuiti, finché non fu in sintonia con lui e non con il Re dei Sogni. Morpheus fu, all'epoca, imprigionato da Alex Burgess, ignaro dei propositi di Dottor Destiny e impossibilitato a fermarlo.
Il potere di Dottor Destiny fu così grande che la Justice League dovette optare per le misure drastiche al fine di fermarlo. Lo ipnotizzarono e manipolarono la sua psiche per evitare che sognasse; questo fece sì che non potesse utilizzare il Materioptikon per scopi criminali, ma causò la perdita della sua mente e lo fece rinsecchire fino a diventare uno uomo scheletrico e derelitto. Fu quindi mandato al Manicomio di Arkham, dove la sua sanità mentale si erose ulteriormente.
Destiny fuggì da Arkham e catturò Sandman, e utilizzò il suo equipaggiamento per contrapporre i sogni delle persone contro la League, catturando alla fine alcuni dei Leaguers. Grazie agli sforzi di altri Leaguers come Zatanna ed Elongated Man, Sandman fu liberato e riprese i suoi effetti personali, coadiuvando così la cattura di Destiny.

### Manicomio di Arkham
Sempre dalla serie The Sandman di Neil Gaiman, quando la madre di Dottor Destiny morì, quest’ultimo fuggì dal Manicomio di Arkham, reclamò il Rubino, e lo utilizzò per scatenare la sua ira facendo impazzire il mondo. Quindi si fermò in ad una tavola calda aperta 24 ore, e torturò i clienti abituali del locale in modi sadici (incluso costringere alcuni di loro ad avere rapporti sessuali contro la loro volontà) nel corso di 24 ore, prima che li spingesse ad uccidersi a vicenda. Sogno, recentemente liberato e in cerca dei suoi simboli del potere rubati, non poté fermare Dottor Destiny finché il super criminale non riunì tutti i poteri di Sogno nel Rubino e infine distruggendolo. La distruzione della Pietra del Sogno restituì i poteri a Sogno, inclusi i poteri che il Signore dei Sogni non ebbe per millenni. Morpheus riportò Dottor Destiny ad Arkham e gli restituì l'abilità di sognare (o almeno di dormire). Anche se in grado nuovamente di sognare, la sanità mentale di Dottor Destiny era ancora estremamente scossa.
Successivamente, Dottor Destiny capì che l'uso continuo del Materioptikon dipendeva dal fatto che poteva ancora manipolare i sogni pur essendo senza la Pietra del Sogno. Deformò i sogni di Atomo dove la Justice League si trovava in un mondo in cui i super eroi erano bulli fascisti, come parte di un piano per intrappolare l'allora Justice League proprio in quel mondo. Fu sconfitto quando Blue Beetle, in coma, fu in grado di entrare nel mondo onirico. Successivamente, Dottor Destiny minacciò nuovamente la League portando il suo “sé dei sogni” nel mondo reale e attaccando gli eroi con una logica bizzarra ed irrazionale, scene di “caccia” del suoi vecchi crimini così come Atlantide (l'oceano significava un centro spirituale nei sogni). Fortunatamente, prima che il sé onirico di Destiny realizzasse a pieno cosa gli stesse capitando, fu sconfitto quando la League rintracciò il suo vero sé nel mondo reale e proiettarono i propri sé onirici in questa realtà per confrontarsi con lui; dato che la League sognò di vincere, non potevano perdere, e Destiny fu velocemente riportato alla sua cella ad Arkham.
Nel corso degli anni, Dottor Destiny si dimostrò uno dei nemici più persistenti della League. Nelle sue prime comparse, prima di perdere la sua sanità mentale, i suoi obiettivi erano più razionali: acquisire potere e ricchezze per sé, eliminare tutti i loro nemici, e così via. Tutti questi piani fallirono intorno all'utilizzo creativo e libero del Materioptikon, una strategia che spesso sorprese i suoi nemici con la guardia abbassata. Uno potrebbe assumere che Dottor Destiny sia ancora interessato a perseguire questi fini: eliminare la Justice League, ricostituzione della sua apparenza umana, e la ricostruzione del Materioptikon.

### 4º Parallelo
Durante la storia del 4º Parallelo in JLA Classified, il controllo di Dottor Destiny sul Materioptikon fu usurpato da Darrin Profitt, Red King.

### Justice Society of America
Nelle anteprime dei numeri futuri di Justice Society of America (vol. 3), Starman disse “È il dottore. Quello senza volto!”, cosa che alluse a future apparizioni di Dottor Destiny. Alla fine comparve in Justice Society of America vol. 3 n. 4, nel suo vecchio costume, e dove la Legionaria Dream Girl era incatenata nella sua cella di Arkham. Utilizzò gli incubi di Dream Girl per sbarazzarsi delle guardie di Arkham. Quando Batman, Sandman, Starman, e Geo-Force arrivarono al Manicomio, Starman si confrontò in persona con Destiny, ma fu sconfitto quando Destiny utilizzò i poteri di Dream Girl per creare la versione zombificata di Kenz Nuhor, l'uomo ucciso da Starman. Starman implorò Destiny di lasciare andare Dream Girl, e questi la risvegliò dicendo “svegliati”. Quando si riprese, Dream Girl disse a Destiny di aver previsto la sua morte, dove sarebbe stato ucciso nel sonno dal possessore della Pietra del Sogno prima di metterlo fuori gioco.

### Superman/Batman
Nella storia “Mash-Up” della serie Superman/Batman, Dottor Destiny creò un mondo onirico consistente delle combinazioni di persone del mondo reale, sperando di rimpiazzare il mondo cosciente con il suo finto reame. Superman e Batman, che riuscirono in qualche modo a fuggire venendo fusi insieme, fermarono Destiny dal liberare una forma combinata di Raven e Zatanna. La ripercussione dell'illusioni spezzata mise Destiny in uno stato comatoso, facendolo borbottare il nome “Bruce Kent” – l'unico essere combinato che ebbe modo di creare. Da notare, tuttavia, che comparve nuovamente in grado di alterare in modo massivo la realtà senza controllo diretto sul Materioptikon nel mondo cosciente, o almeno sufficiente energia magica da incanalare nella creazione di un nuovo mondo utilizzando solo i sogni come base.

### The New 52
In “The New 52” (il reboot del 2011 dell'Universo DC), il Dottor Destiny comparve per la prima volta alla fine di Justice League Dark n. 19. L'A.R.G.U.S. era in possesso della Pietra del Sogno, che John Constantine riconobbe. Nel n. 20, si scoprì che Madame Xanadu era la madre di Dottor Destiny.
Durante la storia di “Forever Evil”, Dottor Destiny fu tra i criminali reclutati dal Sindacato del crimine d’America per unirsi alla Società segreta dei super criminali.
Mentre rintracciava numerose minacce della sua linea temporale originale, il Superman pre-Flashpoint unì le forze con Dick Grayson per rintracciare il Dottor Destiny di New 52, alla fine intrappolando il potente nemico dopo averlo affrontato nella Blüdhaven ricreata nei sogni di Superman.

## Poteri e abilità
Dottor Destiny ha l'abilità di manipolare i sogni altrui. Di base, può utilizzare versioni contorte dei sogni per commettere crimini. Può, per esempio, fare delle persone degli assassini sfruttando i loro sogni proibiti, in quanto nei sogni, siamo tutti disinibiti. Può anche esplorare il sogno di una persona in particolare per creare una specie di mondo onirico, dove tutto accade sulla base di una versione mal rappresentata di quel sogno, e mandarci delle persone.
Dottor Destiny possiede anche una vastissima e accurata conoscenza medica.

## Altre versioni

### Batman: Arkham Asylum
Nel romanzo grafico di Grant Morrison Arkham Asylum: Una folle dimora in un folle mondo, il Dottor Destiny viene menzionato dal Joker, e fa una breve comparsa più avanti nel fumetto. Nello script di Arkham Asylum, Morrison spiega di non essere un fan della popolare descrizione del Dottor Destiny di un uomo muscoloso, alto, con un teschio come volto. Piuttosto credeva che il corpo di Destiny fosse stato “seccato in modo orribile” dopo essere stato derubato dell'abilità di sognare. Così Dave McKean (l'artista) lo raffigurò come un essere atrofizzato e debole, rilegato su una sedia a rotelle, ma ancora portante una latente quantità di potere che non poteva essere ignorata (anche se fu menzionato che doveva mantenere il contatto visivo con una persona per renderla inoffensiva). Fu comunque sconfitto piuttosto facilmente da Batman, che calciò la sua sedia facendola capitolare per una serie di scalini prima che Destiny avesse la possibilità di mostrare il suo potere.

### Justice League Unlimited
Dottor Destiny comparve nel fumetto spin-off Justice League Unlimited. La sua comparsa avvenne nel n. 25, dove Klarion lo convocò al fianco di Blockbuster, Dala, gli Uomini Mostro di Hugo Strange, Man-Bat, i licantropi del Professor Milo, e Solomon Grundy perché lo aiutassero a sconfiggere Batman e Zatanna.

## In altri media

### Televisione
- Dottor Destiny sarebbe dovuto comparire brevemente in Batman - Cavaliere della notte. William Atherton, che successivamente prestò la sua voce al personaggio nella serie Justice League, fu considerato per la parte[12].
- Atherton successivamente diede la sua voce a Dottor Destiny nell'episodio “Solo un sogno”, della serie animata Justice League. John Dee era un impiegato di basso profilo della LexCorp e un delinquente da quattro soldi che fu incarcerato nella Prigione di Stryker per aver tenuto d’occhio una fornitura di armi da contrabbando. Si offrì volontario come cavia per un esperimento con il Materioptikon, una macchina che elargiva abilità extrasensoriali. Tra le sessioni, sognò di battere da solo l'intera Justice League e di essere un membro della Gang dell'Ingiustizia di Lex Luthor, e il Joker venne a reclutarlo. Quando scoprì che la sua libertà vigilata fu respinta, John fu rattristato. Sua moglie Penny lo lasciò poco dopo per un altro uomo, esacerbando la situazione. John scoprì un modo per utilizzare abusivamente il Materioptikon durante una rivolta in prigione, esponendosi a un intenso scoppio della macchina. Questo incidente gli diede l'abilità della telepatia. Con questo, decise di creare il caos tra le persone attraverso i loro sogni. Il primo atto criminale di Dee fu quello di torturare Penny per avergli girato le spalle. Nel suo sogno, manipolò il proprio aspetto così da combaciare con il costume standard dei fumetti e, decidendo che il suo nome fosse troppo ordinario, prese il nuovo nome di “Dottor Destiny”. Come risultato della sua tortura telepatica, Penny morì di shock traumatico. Successivamente Dottor Destiny intrappolò Superman, Hawkgirl, Lanterna Verde e Flash nei loro sogni, facendo uscire le loro paure allo scoperto: Hawkgirl (che è clautrofobica, come rivelato in un suo combattimento precedente con Luminus) fu intrappolata in una bara e sepolta viva; Flash fu intrappolato dentro un mondo dove si muoveva così velocemente che il mondo intorno a lui era virtualmente inamovibile; fece si che Superman sognasse che i suoi poteri fossero incrementati al punto di essere fuori dal suo controllo e che accidentalmente avesse causato una distruzione di massa e ucciso coloro che amava; mentre Lanterna Verde (che temeva che il suo impegno nel Corpo delle Lanterne Verdi potesse tagliare ogni contatto con la vita sulla Terra) si ritrovò intrappolato in un mondo in cui era completamente solo, alienato dai suoi amici e dalla sua famiglia. J’onn J’onzz entrò telepaticamente nei sogni dei suoi compagni così da fargli capire che ciò che stavano sperimentando non era reale, mentre Batman alla fine rintracciò Dottor Destiny (tenendo la sua mente libera dall'influenza di Destiny canticchiando Fra Martino Campanaro). Tentando di pugnalare Batman con una siringa piena di un potente sedativo, Dee inavvertitamente si pugnalò da solo. Destiny alla fine fu visto dentro Stryker in stato catatonico canticchiando Fra Martino Campanaro ancora e ancora.
- Dottor Destiny comparve nella puntata “La legione” della serie animata Justice League Unlimited., apparentemente guarito dalla sua precedente condizione così come sembrò aver recuperato la sua abilità di assumere la sua forma da incubo anche nella realtà. Comparve come membro della Società segreta dei supercriminali di Gorilla Grodd. Lo si vide brevemente con la squadra di Luthor in “Il sopravvissuto”, dove venne ucciso da Darkseid.

### Film
- Una versione del Dottor Destiny, semplicemente chiamato Destiny, è l'antagonista principale del film d'animazione Justice League Dark, doppiato da Alfred Molina. Descritto come un praticante di magia oscura che fu attivo secoli fa, fu inizialmente sconfitto da Merlino ed Etrigan, e il suo spirito fu intrappolato nella “Pietra del Sogno”, un antico magico artefatto che veniva custodita per lo più nella Casa del Mistero e monitorata da John Constantine. Un ex amico di Constantine fu manipolato perché mettesse insieme la Pietra così da salvare la propria vita, restituendo così a Destiny la sua vita nel suo corpo, e nel quale dimostrò l'abilità di creare scudi magici e illusioni telepatiche, al punto che riuscì a fare in modo che Superman, Wonder Woman e Lanterna Verde attaccassero Batman. Nonostante il suo potere, Destiny fu sconfitto quando Constantine lo ingannò facendolo entrare dentro il suo campo protettivo, e permettendo a Deadman – che intanto era dentro il corpo di Constantine – di entrare nel corpo di Destiny, permettendo così ai suoi colleghi di attaccare il nemico, culminando nell'attacco di Jason Blood che lo impalò alle spalle separandolo dalla Pietra del Sogno.
- Dottor Dee comparve come antagonista centrale nel film dei fan del 2017 Sandman: 24 Hour Diner, interpretato da Zach MacKendrick[13]. Il film fu basato sul numero horror cult “24 Ore” del Sandman della Vertigo, scritto da Neil Gaiman.

### Fumetti
- Dottor Destiny comparve in All New Batman: The Brave and the Bold n. 12 (dicembre 2011).